# Marcillac-la-Croisille
Pour les articles homonymes, voir Marcillac et Croisille.
Marcillac-la-Croisille est une commune française située dans le département de la Corrèze, en région Nouvelle-Aquitaine.

## Géographie
Dans le département de la Corrèze, la commune de Marcillac-la-Croisille s'étend sur 38,69 km2. Elle possède le point le plus élevé de l'ex-canton de La Roche-Canillac avec 642 m.
Le bourg de Marcillac-la-Croisille, au croisement des routes départementales (RD) 18, 131E1 et 978, se situe, en distances orthodromiques, quinze kilomètres au sud d'Égletons et vingt kilomètres à l'est de Tulle.

### Hydrographie

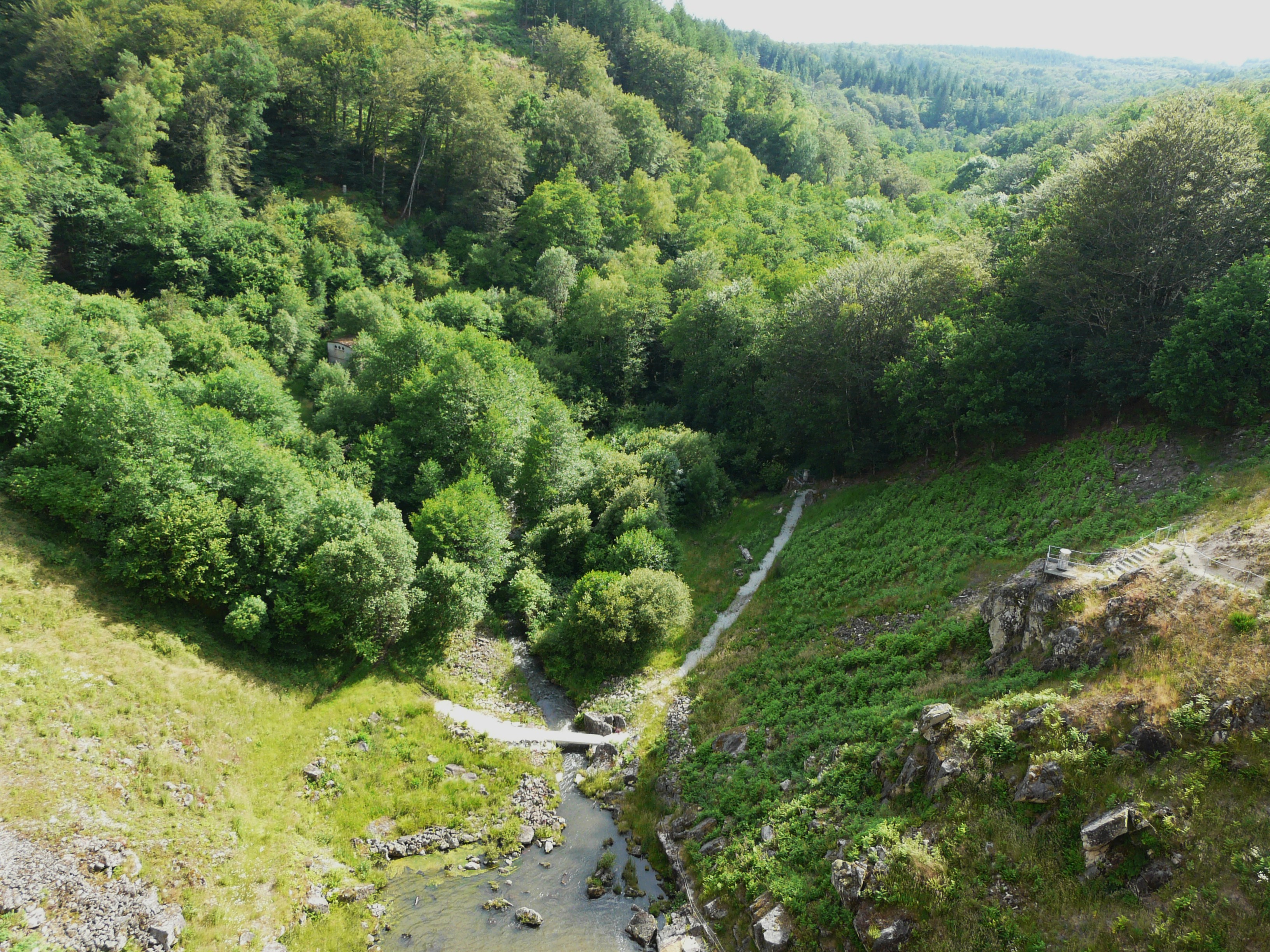
Le Doustre en aval du barrage de la Valette.

Marcillac-la-Croisille est bordée au sud-est sur quatre kilomètres par la Dordogne, au niveau du lac de retenue du barrage du Chastang. À l'ouest, le Doustre, affluent de la Dordogne, marque en partie la limite avec la commune de Saint-Pardoux-la-Croisille, notamment au niveau de la retenue du barrage de la Valette. Avant de se jeter dans la Dordogne, deux ruisseaux bordent la commune : à l'est le ruisseau de Saint-Merd, en limite avec la commune de Saint-Merd-de-Lapleau, et au sud-est le ruisseau de Gibiat avec celle de Gros-Chastang. Le ruisseau des Ogaries est également un affluent de la Dordogne, alors que le ruisseau de Marcillac ne traverse que la commune avant de se jeter dans le Doustre.
Le barrage de la Valette, ou barrage de Marcillac, est en partie sur Marcillac-la-Croisille (rive gauche) et sur la commune de Saint-Pardoux-la-Croisille (rive droite).

### Communes limitrophes
Marcillac-la-Croisille est limitrophe de six autres communes.
Les communes limitrophes sont  Bassignac-le-Haut, Champagnac-la-Noaille, Gros-Chastang, Lafage-sur-Sombre, Saint-Merd-de-Lapleau et Saint-Pardoux-la-Croisille.
| Champagnac-la-Noaille      |                        | Lafage-sur-Sombre     |
| Saint-Pardoux-la-Croisille | Marcillac-la-Croisille | Saint-Merd-de-Lapleau |
| Gros-Chastang              |                        | Bassignac-le-Haut     |

### Climat
Pour des articles plus généraux, voir Climat de la Nouvelle-Aquitaine et Climat de la Corrèze.
Historiquement, la commune est exposée à un climat montagnard.  
En 2020, Météo-France publie une typologie des climats de la France métropolitaine dans laquelle la commune est exposée à un climat de montagne et est dans la région climatique  Ouest et nord-ouest du Massif Central, caractérisée par une pluviométrie annuelle de 900 à 1 500 mm, maximale en automne et en hiver.
Pour la période 1971-2000, la température annuelle moyenne est de 10,2 °C, avec  une amplitude thermique annuelle de 15,1 °C. Le cumul annuel moyen de précipitations est de 1 306 mm, avec 14,4 jours de précipitations en janvier et 8,3 jours en juillet. Pour la période 1991-2020, la température moyenne annuelle observée sur la station météorologique installée sur la commune est de 10,8 °C et le cumul annuel moyen de précipitations est de 1 318,8 mm,. Pour l'avenir, les paramètres climatiques de la commune estimés pour 2050 selon différents scénarios d’émission de gaz à effet de serre sont consultables sur un site dédié publié par Météo-France en novembre 2022.
| Mois                                  | jan.             | fév.           | mars             | avril           | mai           | juin           | jui.          | août           | sep.          | oct.          | nov.             | déc.            | année      |
| ------------------------------------- | ---------------- | -------------- | ---------------- | --------------- | ------------- | -------------- | ------------- | -------------- | ------------- | ------------- | ---------------- | --------------- | ---------- |
| Température minimale moyenne (°C)     | 0,2              | 0              | 2,5              | 4,5             | 7,9           | 11             | 12,8          | 12,8           | 9,7           | 7,3           | 3,3              | 1,1             | 6,1        |
| Température moyenne (°C)              | 3,6              | 4,1            | 7,3              | 9,6             | 13,2          | 16,6           | 18,5          | 18,6           | 15,1          | 11,7          | 6,9              | 4,4             | 10,8       |
| Température maximale moyenne (°C)     | 6,9              | 8,2            | 12,1             | 14,7            | 18,6          | 22,2           | 24,3          | 24,4           | 20,4          | 16            | 10,6             | 7,8             | 15,5       |
| Record de froid (°C) date du record   | −19,8 09.01.1985 | −18 10.02.1986 | −14,2 06.03.1971 | −5,5 12.04.1986 | −2 03.05.1963 | 0,8 02.06.1975 | 4,4 17.07.00  | 2,3 30.08.1986 | −0,1 18.09.01 | −5,2 25.10.03 | −10,2 22.11.1998 | −13,3 19.12.09  | −19,8 1985 |
| Record de chaleur (°C) date du record | 19,3 01.01.22    | 24 27.02.19    | 25 30.03.1965    | 27,6 07.04.11   | 31,2 21.05.22 | 37 27.06.19    | 37,2 23.07.19 | 37,3 12.08.03  | 33,7 04.09.23 | 30,5 01.10.23 | 23,3 08.11.15    | 20,2 21.12.1987 | 37,3 2003  |
| Précipitations (mm)                   | 120              | 100,4          | 100,8            | 115,9           | 113,3         | 98,7           | 83,2          | 83             | 105,7         | 118,3         | 140,1            | 139,4           | 1 318,8    |

## Urbanisme

### Typologie
Au 1er janvier 2024, Marcillac-la-Croisille est catégorisée commune rurale à habitat très dispersé, selon la nouvelle grille communale de densité à 7 niveaux définie par l'Insee en 2022.
Elle est située hors unité urbaine et hors attraction des villes,.

### Occupation des sols
L'occupation des sols de la commune, telle qu'elle ressort de la base de données européenne d’occupation biophysique des sols Corine Land Cover (CLC), est marquée par l'importance des forêts et milieux semi-naturels (70,1 % en 2018), une proportion sensiblement équivalente à celle de 1990 (70,7 %). La répartition détaillée en 2018 est la suivante : 
forêts (69,9 %), prairies (23,4 %), eaux continentales (4,3 %), zones urbanisées (2,2 %), milieux à végétation arbustive et/ou herbacée (0,2 %).
L'évolution de l’occupation des sols de la commune et de ses infrastructures peut être observée sur les différentes représentations cartographiques du territoire : la carte de Cassini (XVIIIe siècle), la carte d'état-major (1820-1866) et les cartes ou photos aériennes de l'IGN pour la période actuelle (1950 à aujourd'hui).

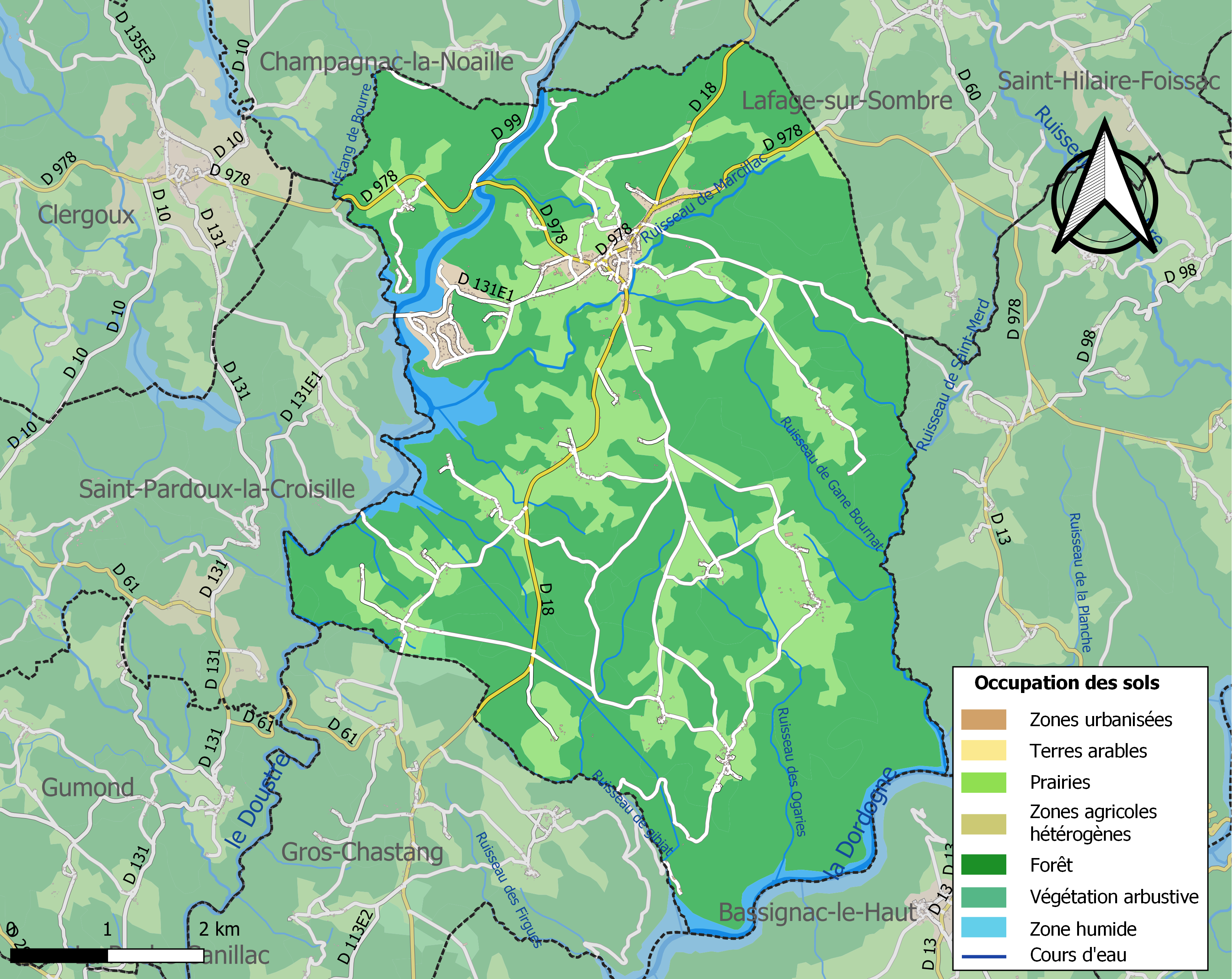
Carte des infrastructures et de l'occupation des sols de la commune en 2018 (CLC).

### Voies de communication et transports
La commune est traversée par l'ancien tracé de la route nationale 678 devenue route départementale (RD) 978. Elle est également desservie par les RD 18, 99 et 131E1.
Marcillac-la-Croisille possédait une gare sur l'ancienne ligne du Transcorrézien (dénommé le « Tacot ») allant de Tulle à Ussel en passant par Lapleau, le viaduc des Rochers Noirs, Soursac, Neuvic et Liginiac. La ligne passait par le viaduc de Lantourne qui relie la commune à celle de Saint-Pardoux-la-Croisille. Cette ligne qui dépendait du réseau des Tramways de la Corrèze, fut fermée en 1960.

### Risques majeurs
Le territoire de la commune de Marcillac-la-Croisille est vulnérable à différents aléas naturels : météorologiques (tempête, orage, neige, grand froid, canicule ou sécheresse), feux de forêts, mouvements de terrains et séisme (sismicité très faible). Il est également exposé à un risque technologique, la rupture d'un barrage, et à un risque particulier : le risque de radon. Un site publié par le BRGM permet d'évaluer simplement et rapidement les risques d'un bien localisé soit par son adresse soit par le numéro de sa parcelle.

#### Risques naturels

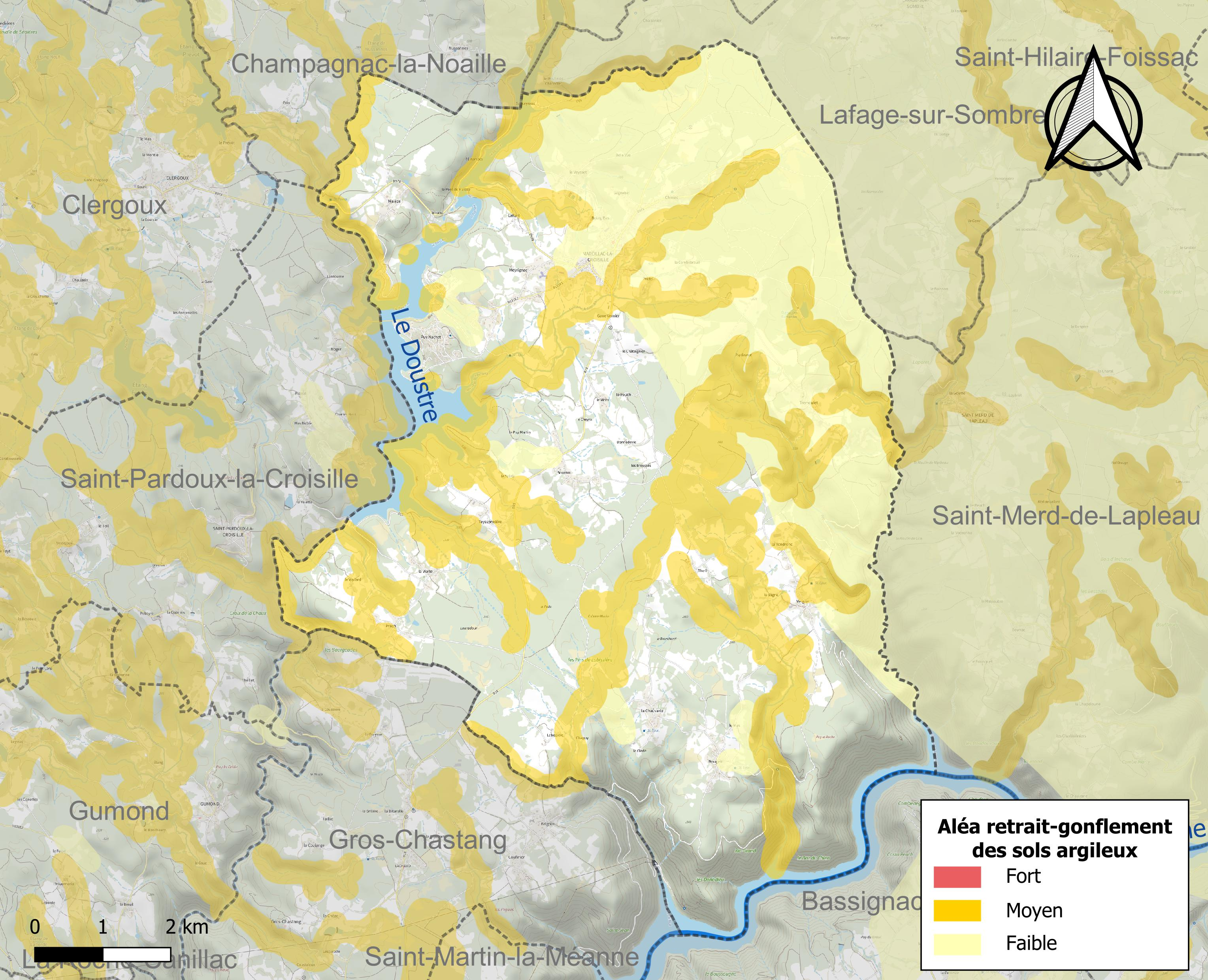
Carte des zones d'aléa retrait-gonflement des sols argileux de Marcillac-la-Croisille.

La commune est vulnérable au risque de mouvements de terrains constitué principalement du retrait-gonflement des sols argileux. Cet aléa est susceptible d'engendrer des dommages importants aux bâtiments en cas d’alternance de périodes de sécheresse et de pluie. 31,9 % de la superficie communale est en aléa moyen ou fort (26,8 % au niveau départemental et 48,5 % au niveau national). Sur les 774 bâtiments dénombrés sur la commune en 2019,  151 sont en aléa moyen ou fort, soit 20 %, à comparer aux 36 % au niveau départemental et 54 % au niveau national. Une cartographie de l'exposition du territoire national au retrait gonflement des sols argileux est disponible sur le site du BRGM,.
Concernant les feux de forêt, aucun plan de prévention des risques incendie de forêt (PPRIF) n’a été établi en Corrèze, néanmoins le code de l’urbanisme impose la prise en compte des risques dans les documents d’urbanisme. Le périmètre des servitudes d'utilité publique et des zones d'obligation légale de débroussaillement pour les particuliers est quant à lui défini pour la commune dans une carte dédiée. 
La commune a été reconnue en état de catastrophe naturelle au titre des dommages causés par les inondations et coulées de boue survenues en 1982, 1993, 1999 et 2001. Concernant les mouvements de terrains, la commune a été reconnue en état de catastrophe naturelle au titre des dommages causés par des mouvements de terrain en 1999.

#### Risques technologiques
La commune est en outre située en aval des barrages de Bort-les-Orgues, de Marèges, de l'Aigle, de Neuvic d'Ussel et de Marcillac, des ouvrages de classe A soumis à PPI. À ce titre elle est susceptible d’être touchée par l’onde de submersion consécutive à la rupture d'un de ces ouvrages.

#### Risque particulier
Dans plusieurs parties du territoire national, le radon, accumulé dans certains logements ou autres locaux, peut constituer une source significative d’exposition de la population aux rayonnements ionisants. Certaines communes du département sont concernées par le risque radon à un niveau plus ou moins élevé. Selon la classification de 2018, la commune de Marcillac-la-Croisille est classée en zone 3, à savoir zone à potentiel radon significatif. 

## Histoire
En 1095, Eble I de Ventadour fit, don de la moitié de l'église à l'abbaye de Tulle. À cette époque reculée, il y avait deux bourgs : en haut Marcillac et en bas la Croizilla qui furent réunis vers le XVIe siècle ou peu avant. Marcillac était une seigneurie avec un château. En 1154 sont évoqués les chevaliers de Marcillac. Cette châtellenie de Marcillac est passée en 1581 aux mains de Pierre de Sédières.
L'église fut reconstruite en partie au XIXe siècle.
Durant le début de la Seconde Guerre mondiale le 8 novembre 1940, au retour d’une « virée  » à Marcillac-la-Croisille, où, avec Joseph Ban, il avait décidé de constituer un comité d’aide aux prisonniers de guerre, Jean-Baptiste Delord militant communiste et résistant en Corrèze puis en Dordogne et capitaine Francs-tireurs et partisans fut arrêté. Jean-Baptiste Delord participa aux activités des JC clandestines avec Édouard Valéry et Germain Auboiroux.

## Politique et administration
| Période                                  | Période   | Identité               | Étiquette   | Qualité                                                                         |
| ---------------------------------------- | --------- | ---------------------- | ----------- | ------------------------------------------------------------------------------- |
| Les données manquantes sont à compléter. |           |                        |             |                                                                                 |
|                                          |           |                        |             |                                                                                 |
| 1945                                     | 1977      | Raoul Peuch            |             | Médecin                                                                         |
| 1977                                     | 1983      | Georges Théfot         | DVG         |                                                                                 |
| 1983                                     | ?         | Jean Feyfant           | PS          |                                                                                 |
| juin 1995                                | mars 2008 | Yvette Continsouza     | PS          |                                                                                 |
| mars 2008 (réélu en mai 2020)            | En cours  | Jean-Louis Bachellerie | UMP puis LR | Chef d'entreprise Conseiller général du canton de La Roche-Canillac (2004-2011) |

## Démographie
Les habitants de Marcillac-la-Croisille s'appellent les Marcillacois(es).

L'évolution du nombre d'habitants est connue à travers les recensements de la population effectués dans la commune depuis 1793. Pour les communes de moins de 10 000 habitants, une enquête de recensement portant sur toute la population est réalisée tous les cinq ans, les populations de référence des années intermédiaires étant quant à elles estimées par interpolation ou extrapolation. Pour la commune, le premier recensement exhaustif entrant dans le cadre du nouveau dispositif a été réalisé en 2006.

En 2022, la commune comptait 853 habitants, en évolution de +7,16 % par rapport à 2016 (Corrèze : −0,59 %, France hors Mayotte : +2,11 %).
| 1793  | 1800  | 1806  | 1821  | 1831  | 1836  | 1841  | 1846  | 1851  |
| ----- | ----- | ----- | ----- | ----- | ----- | ----- | ----- | ----- |
| 1 472 | 1 415 | 1 470 | 1 661 | 1 794 | 1 788 | 1 765 | 1 800 | 1 870 |

| 1856  | 1861  | 1866  | 1872  | 1876  | 1881  | 1886  | 1891  | 1896  |
| ----- | ----- | ----- | ----- | ----- | ----- | ----- | ----- | ----- |
| 1 800 | 1 727 | 1 761 | 1 656 | 1 724 | 1 763 | 1 807 | 1 838 | 1 731 |

| 1901  | 1906  | 1911  | 1921  | 1926  | 1931  | 1936  | 1946  | 1954  |
| ----- | ----- | ----- | ----- | ----- | ----- | ----- | ----- | ----- |
| 1 891 | 1 925 | 1 971 | 1 604 | 1 539 | 1 508 | 1 329 | 1 047 | 1 089 |

| 1962 | 1968 | 1975 | 1982 | 1990 | 1999 | 2006 | 2011 | 2016 |
| ---- | ---- | ---- | ---- | ---- | ---- | ---- | ---- | ---- |
| 989  | 907  | 801  | 777  | 787  | 778  | 827  | 861  | 796  |

| 2021 | 2022 | - | - | - | - | - | - | - |
| ---- | ---- | - | - | - | - | - | - | - |
| 830  | 853  | - | - | - | - | - | - | - |

## Culture locale et patrimoine

### Lieux et monuments
- Église Saint-Barthélemy.
- La Maison Dumas de Soulages, de Neuville, de Quinson, de Vertiny et autres lieux.[réf. nécessaire]
- Barrage de la Valette et son lac de retenue. Celle-ci est franchie par deux ponts : le pont de Malèze et le viaduc de Lantourne.

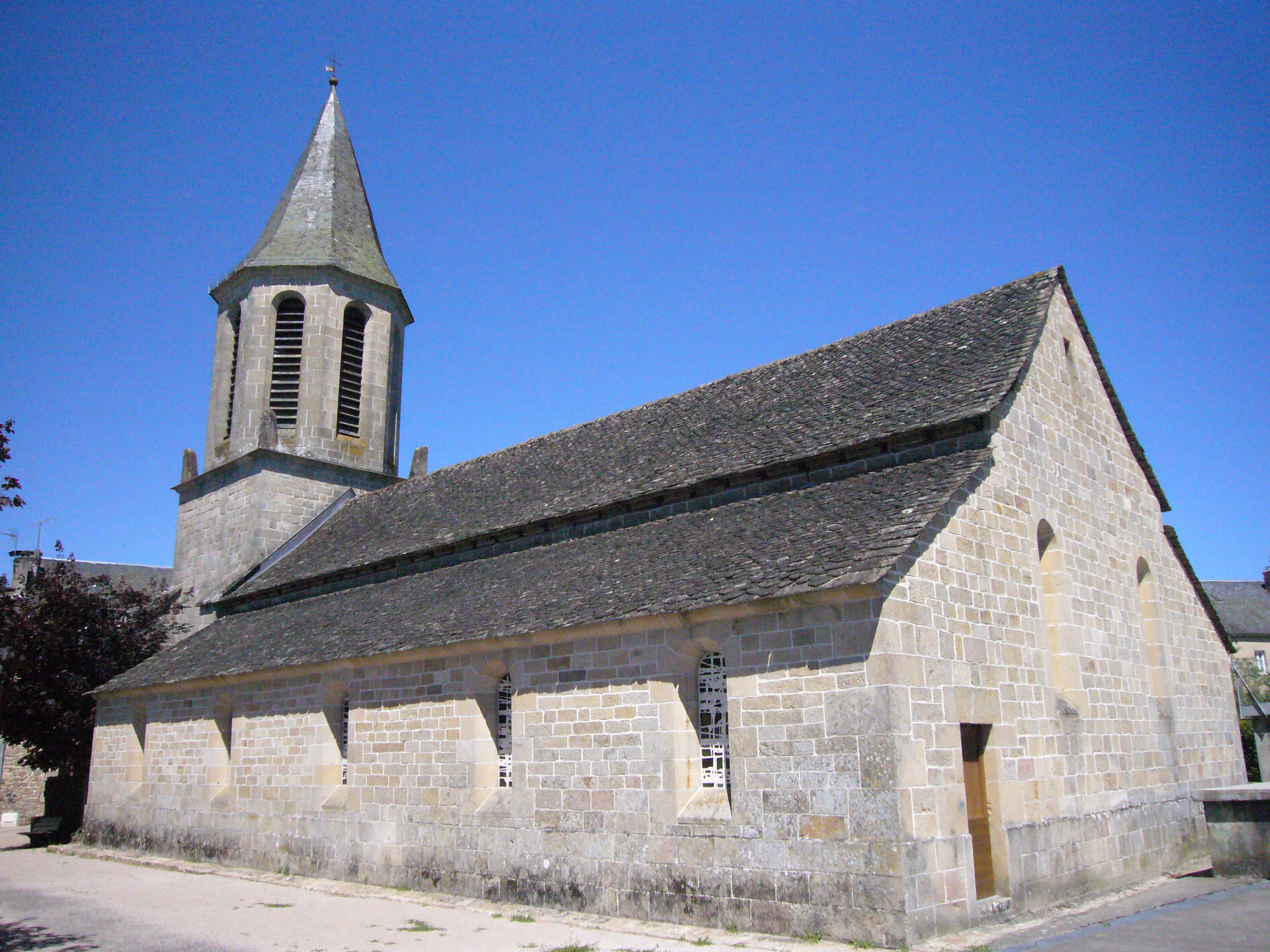
L'église.
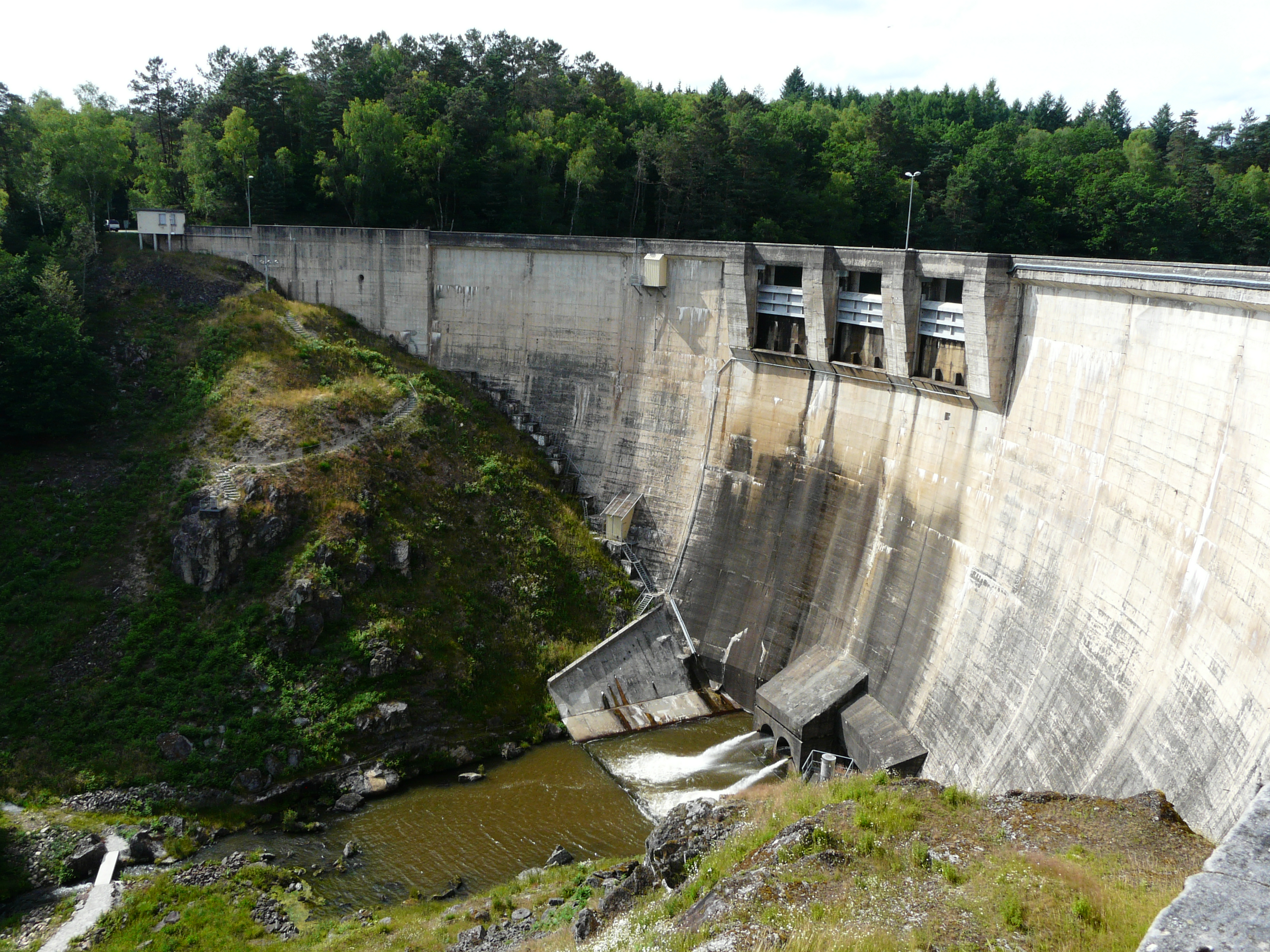
Le barrage de la Valette.
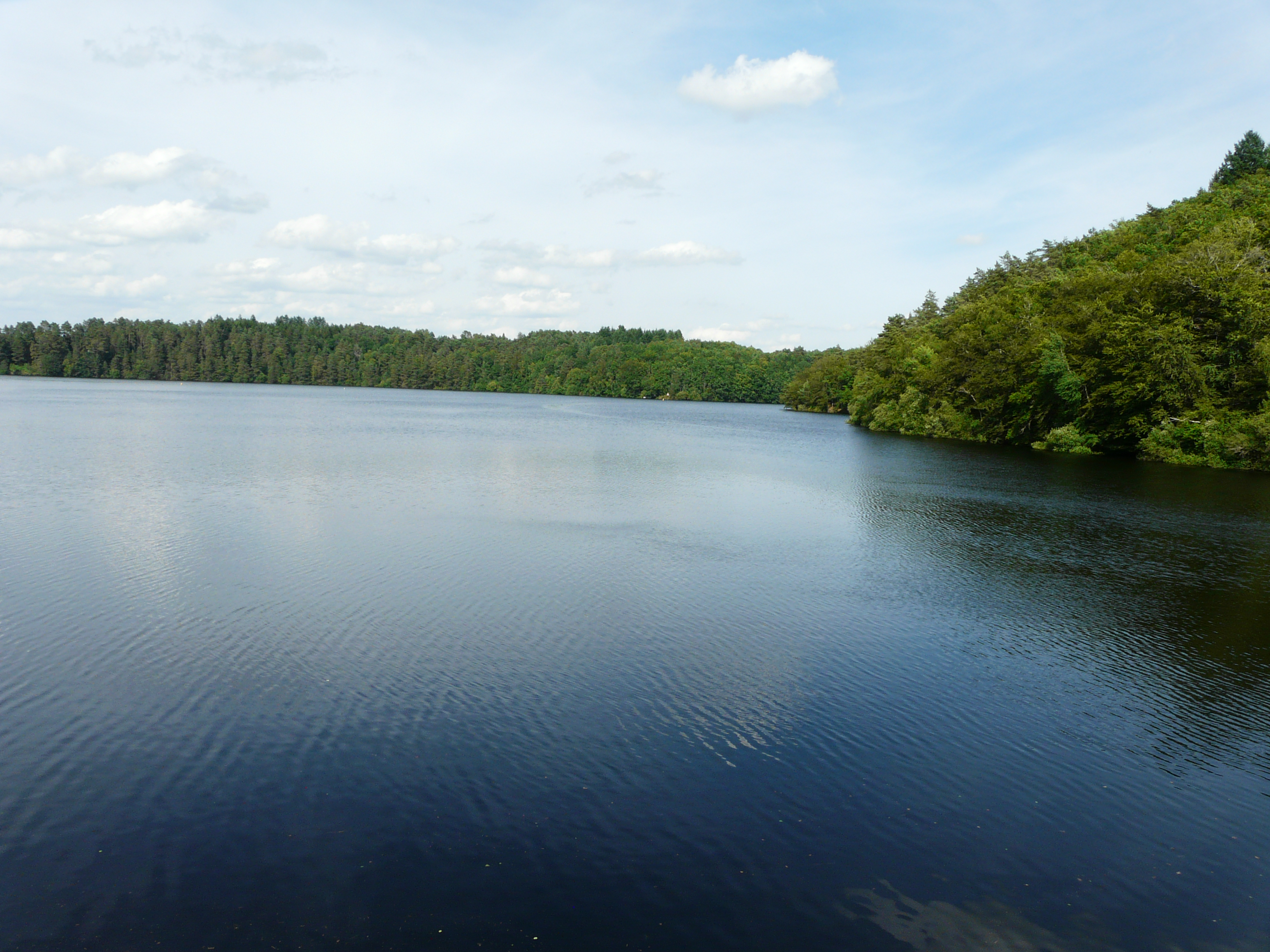
La retenue en amont du barrage.
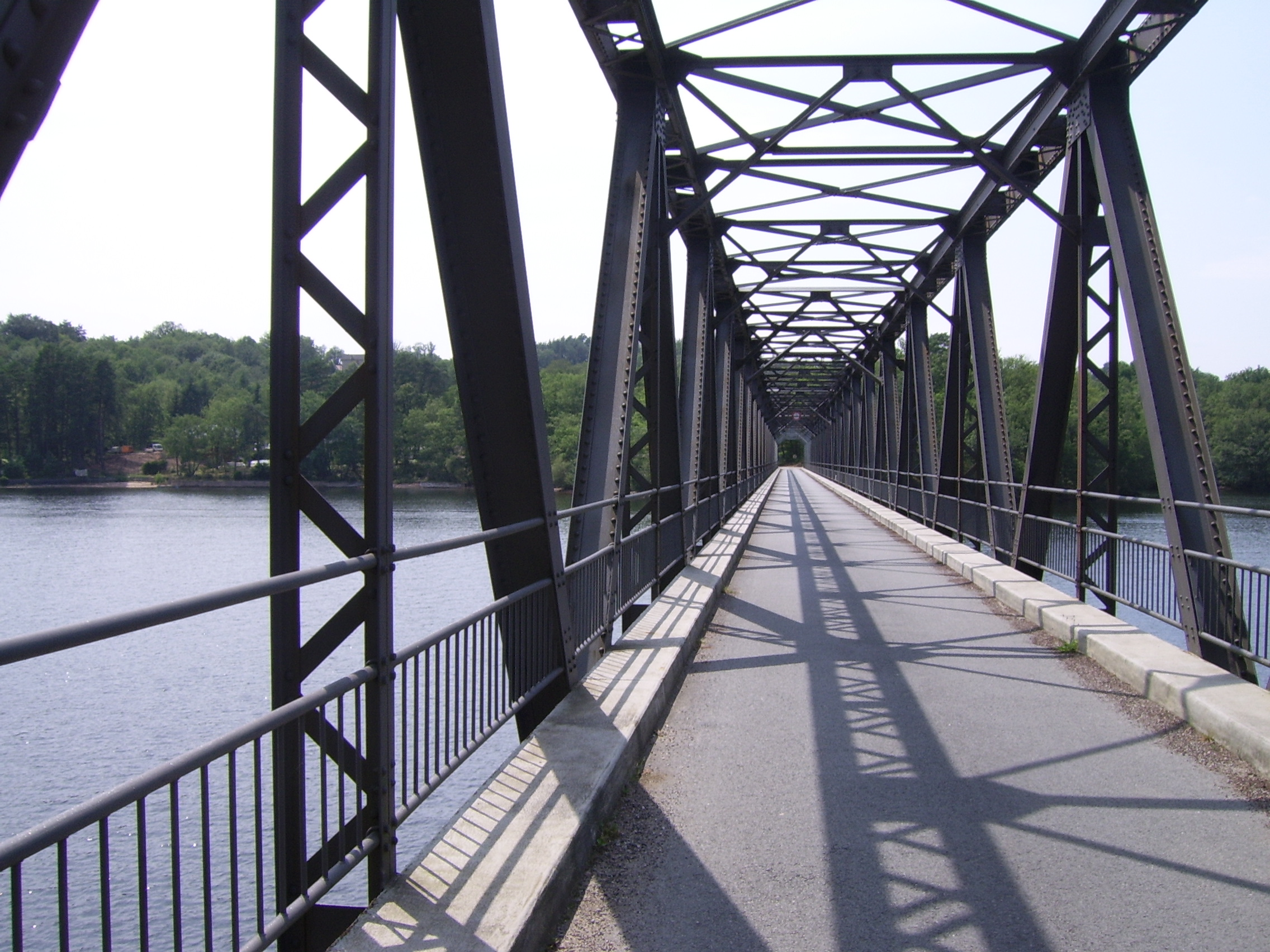
Le viaduc de Lantourne.

### Personnalités liées à la commune
- Arnaud Combret de Marcillac (1751-?), né à Marcillac la Croisille, député de 1807 à 1811.
- François Aussoleil (1861-1928), né, décédé et inhumé à Marcillac la Croisille, professeur, député sous la Troisième République et l'un des fondateurs du Parti communiste français en Corrèze.
- Jean Teillac (1920-1994), né et inhumé à Marcillac la Croisille, décédé à Paris, docteur en physique nucléaire, directeur de l'Institut national de physique nucléaire et de physique des particules (1971) succéda en 1959 à Frédéric Joliot-Curie à la fois comme directeur de l'Institut du radium et comme titulaire de sa chaire de professeur, haut-commissaire à l'énergie atomique (CEA) de 1975 à 1993.

### Héraldique
| Blason de Marcillac-la-Croisille | Blason  | De sinople au chevron brisé d'argent accompagné en pointe d'une épée de même, garnie d'or, posée en pal la pointe en haut, au chef cousu d'azur à trois étoiles d'or, à la bordure échiquetée de gueules et d'or. |
| Blason de Marcillac-la-Croisille | Détails | Le statut officiel du blason reste à déterminer. |

### Cinéma
Plusieurs films et séries ont été tournés dans la commune, en particulier, en 2006, Lady Chatterley de Pascale Ferran, tourné au village du Theil.